# Jean Abraham Grill
Jean Abraham Grill, även benämnd Johan Abraham Grill, född 1736 i Helsingör, död 1792 i Norrköping var en svensk köpman, superkargör, direktör i Svenska Ostindiska Companiet samt bruksägare. Han var äldste son till köpmannen Abraham Grill den yngre (1707–1763) av släkten Grill och Anna Maria Petersen (1713–1754).

## Uppväxt
Han växte upp i Helsingör, där fadern var svensk konsul, och i Göteborg dit familjen flyttade 1746 och där fadern startade ett handelshus och var direktör i Ostindiska kompaniet.

## Superkargör i Kanton
År 1755 gjorde Jean Abraham Grill sin första resa till Ostindien, varefter han praktiserade i Europa på olika handelshus, framför allt i Marseille. I Kina (Qingdynastin) tillbringade han åren 1761–1768 som superkargör för Svenska Ostindiska kompaniet i Kanton. Där och i Macao drev han även en egen framgångsrik affärsrörelse. Han drog nytta av faderns ställning i kompaniets direktion och kunde fram till dennes död 1763 beställa varor från Europa och skicka egna varusändningar med kompaniets fartyg. Senare forskning har dock ifrågasatt om det förelåg en intressekonflikt mellan Grills egen handelsverksamhet, som otvivelaktigt var mycket lukrativ, och den som utfördes för kompaniets räkning. Grill och åtskilliga andra var även engagerade i importen av opium till Kina och i sina affärer hade han stor nytta av sitt kompanjonskap med den äldre och mer erfarne Michael Grubb. Grubb och Grill ledde också den underavdelning av Frimurarelogen Tre Lås i Göteborg som bedrev verksamhet bland européer i Kanton.

## Direktör i Ostindiska kompaniet
I en rad bidrag i Vetenskapakademiens handlingar delade Grill med sig av sina iakttagelser i Kanton. Han invaldes i akademin 1773 och var dess preses 1774. Han bistod under många år Ostindiska Kompaniets ledning vid uppföljning och revision av de olika expeditionerna, men blev inte medlem av direktionen förrän 1788.
Grill var även flöjtist och medlem av Utile Dulci och invaldes som ledamot nr 46 av Kungliga Musikaliska Akademien den 16 juni 1772.

## Bruksägare och anläggare av engelsk park
När han 1769 återvände till Sverige bodde han först i Stockholm, där han ägnade sig åt handel, och från 1775 på Godegårds bruk i Godegårds socken som han förvärvade samma år från Jean de Geers sterbhus. Här finns en parallell till många andra superkargörer (till exempel bröderna Jacob och Anders Arfwedson) som på kort tid byggde upp en stor förmögenhet utomlands som de sedan investerade i svenska bruk och jordegendomar.
Förutom att upprusta järnbruket i Godegård, som var det största i norra Östergötland, lät Grill även anlägga en stor engelsk park med orangeri, kanaler, broar och kinesiska paviljonger. Parken har uppmärksammats av såväl nyare forskning som av Posten (frimärke 2003 som avbildar den enda idag återstående kinesiska paviljongen). Grill köpte även Bona egendom i Västra Ny socken, likaledes i Östergötland. Vid Bona anlade han ett stångjärnsbruk (privilegierat 1782). Till Godegårds egendom hörde även Mariedamm med Trehörnings masugn i Lerbäcks socken i Närke och De Geersfors manufakturverk i Godegårds socken. Grill köpte även Medevi säteri (1779), vilket han dock sålde redan året därpå. År 1782 förvärvade han ännu ett järnbruk, Flerohopps bruk i Madesjö socken, Kalmar län.

## Grills änka: kvinnlig brukspatron under nästan två decennier
Jean Abraham Grill gifte sig 1772 i Stockholm med Ulrika Lovisa Lüning (1744–1824), dotter till grosshandlaren Johan Christian Lüning och Margaretha Sabbath. Som änka fick hon ansvara för egendomens skötsel från 1792 fram till 1810 då barnen övertog ledningen. Hon betecknas i litteraturen som "ett ovanligt begåvadt fruntimmer". Det var tredje gången i Godegårds historia som en brukspatronänka under en längre period fick ta hand om bruket.

## Familj
Grill gifte sig 17 december 1772 i Stockholm med Ulrica Lovisa Lüning (1744–1824), dotter till grosshandlaren Christian Lüning och Margaretha Sabbath. De fick tillsammans barnen brukspatronen Johan Abraham Grill (1773–1815), Claes Anthony Grill (1775–1777), brukspatronen Christian Ulric Grill (1777–1831) på Godegårds bruk, brukspatronen Claes Lorentz Grill (1778–1800) på Bona bruk, brukspatronen Anton Wolter Grill (1779–1855) på Godegårds bruk, brukspatronen Gustaf Grill (1781–1858) på Bona bruk, Anna Margaretha Grill (1782–1803) som var gift med sin kusin, brukspatron Pehr Adolph Tamm, brukspatronen Fredrik Wilhelm Grill (1784–1861) på Godegårds bruk, brukspatronen Carl Jacob Grill (1788–1859) och Ludvig Grill (1790–1795).

## Grills handelsmonopol i Godegård
I Godegård bedrev traktens bönder sedan länge en omfattande produktion av spik med hjälp av små räckhammare. En stor del av stångjärnet från bruket smiddes av godsets bönder och torpare till spik som de sålde i Askersund. Det hade Grill i egenskap av köpman svårt att åse stillatigande. I två steg upprättade han redan 1775 något som kan liknas vid ett handelsmonopol i Godegård. Först förmåddes bönderna att i brukshandeln förutom spannmål, salt och sill även köpa sådana varor som de tidigare inhandlat i Askersund. Det stora slaget mot köpmännen i Askersund kom när Grill förbjöd brukets bönder och torpare att sälja spiken i staden, som var ett veritabelt centrum för handeln med spik. Istället tog Grill själv kontrollen över spikhandeln.         

## Jean Abraham Grills ostindiska arkiv i Nordiska museet
Grills brev, räkenskaper med mera finns i Godegårdsarkivet i Nordiska museet i Stockholm. Tack vare att Grills omfattande efterlämnade korrespondens bevarats och digitaliserats kan man idag via Nordiska museets hemsida följa med på en resa till Ostindien. 
Förutom Godegårds gårdsarkiv rymmer Godegårdsarkivet Jean Abraham Grills ostindiska handlingar, som idag utgör en egen arkivbildare. Det innehåller utgående brev 1756–1783, inkomna brev från cirka 200 brevskrivare, ämnesordnade handlingar och räkenskaper, bland annat för hushållningen på faktoriet i Kanton, provianteringen av skeppen och de stora upphandlingarna av kinesiska varor som sändes till Sverige. Arkivet rymmer både Jean Abraham Grills privata korrespondens och hela hans ostindiska affärskorrespondens.